# Динамик артс
„Динамик артс“ е българска филмова компания в София, основана през 2004 г.
Портфолиото на Динамик артс включва изработка на игрални и документални филми, заснемане на корпоративно видео.
Продукция:
- Филми – „Корпус за бързо реагиране“, „Корпус за бързо реагиране 2: Ядрена заплаха“;
- сериал – „Неочакван обрат“;
- корпоративни филми – за „Глобул“, „Златен Рожен“, Euro Games Technology, Germanos, Subaru, AkkoLens, Kinder Bueno, Sofica, Schweppes, Nestea, Toyota;
- музикални клипове – за Knas & Bacardy, Xspensive, „Румънеца, Енчев и Слави Трифонов“, „Русина“;
- рекламни клипове – за Хиполанд, Felix Toys, Prevent Pharma.